# Römermuseum Tulln

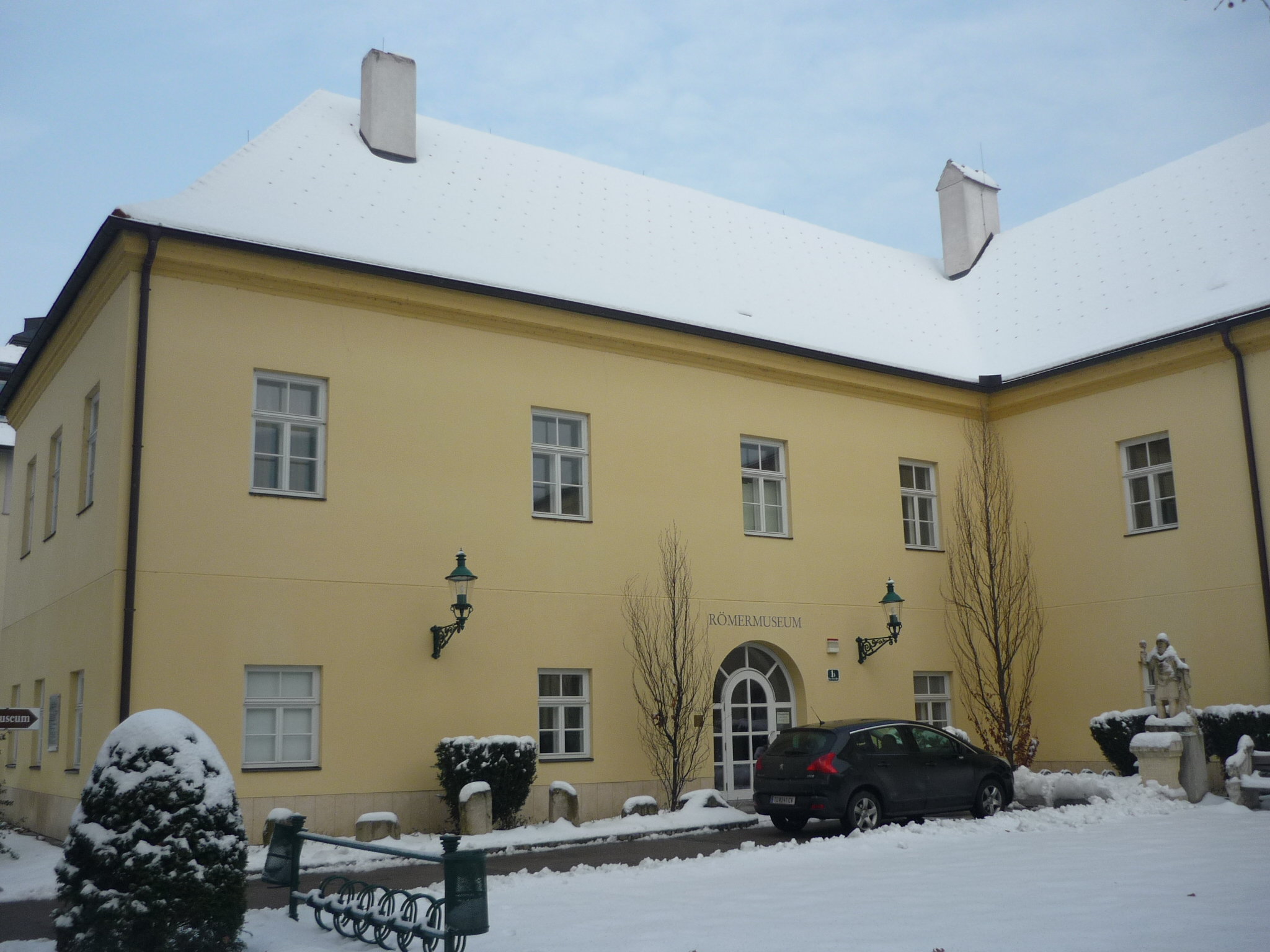
Der Eingang zum Museum im ehemaligen Dominikanerinnenkloster

Das Römermuseum im Stadtmuseum Tulln in Tulln an der Donau (Niederösterreich) widmet sich hauptsächlich der Geschichte sowie Ausstellung und Präsentation von Funden aus Kastell und Zivilsiedlung (vicus) von Comagena.

## Geschichte
Auf Initiative eines Museumsvereins wurde 1929 im Refektorium des ehemaligen Minoritenklosters das Heimatmuseum Tulln untergebracht. 1938 übersiedelte es in ein eigens errichtetes Gebäude in der Wiener Straße. Nach der Revitalisierung des Minoritenklosters wurden Räumlichkeiten für die Errichtung der Tullner Museen (1993/94) zur Verfügung gestellt. Sie vereinten das Stadt- und Bezirksmuseum, die stadtarchäologische Sammlung „Tulln unter der Erde“, die geologische Schau „Land am Strome“ und das Limesmuseum, das das militärische und zivile Leben am Donaulimes, insbesondere im Kastell Comagenis, zeigt. Nach der Schließung der Tullner Museen findet das Limesmuseum 2001 als Römermuseum im ehemaligen Dominikanerinnenkloster eine neue Heimat. Die u. a. von Hannsjörg Ubl (Österreichisches Bundesdenkmalamt) mitgestalteten Ausstellungsräume zeigen anhand von Ausrüstungsgegenständen, Militärdiplomen und Inschriften die militärgeschichtliche Bedeutung dieses antiken Reiterkastells. Die verschiedenen Tätigkeiten der Garnisonstruppen werden anschaulich in Zinnfigurendioramen dargestellt. Eine große Anzahl von Funden aus Zivilsiedlung und Gräbern ergänzen diese umfassende Ausstellung. 2019/20 wurde das Römermuseum unter der wissenschaftlichen Leitung von Christa Farka und Martin Krenn grundlegend umgestaltet. Es bildet nun mit dem Virtulleum und einer neu konzipierten Dokumentation über das kaiserliche Frauenstift das Stadtmuseum Tulln.
Vor dem Museumseingang am Marc-Aurel-Park 1b ist unter anderem eine Statue des Jupiter Dolichenus aufgestellt, dessen Kult vermutlich von der ersten Besatzungstruppe des Kastells, der ala I Commagenorum aus Kleinasien mitgebracht wurde.

## Struktur
Inhaltlich spannt die moderne Ausstellung einen Bogen von der Ankunft der Römer an der Donau im 1. Jahrhundert n. Chr., über die Entstehung und Ausstattung des Militärkastells, den Alltag von Soldaten und Zivilbevölkerung und die Markomannenkriege bis zum Schicksal der spätantiken Festungsstadt und dem Abzug der romanischen Bevölkerung am Ende des 5. Jahrhunderts n. Chr.
Texte und Bilder, 3D-Rekonstruktionen, aufwendige Zinnfiguren-Dioramen, originelle Animationsclips und lebensgroße Figurinen laden ein zu einer informativen und unterhaltsamen Zeitreise ins antike Tulln. Themen wie globaler Handel, Logistik und Infrastruktur, Migration und Mobilität oder das Aufeinandertreffen unterschiedlicher Kulturen und Religionen verbinden die Vergangenheit mit der Gegenwart und Zukunft.
Zu den bedeutendsten Funden des Museums zählen die Reste einer Bauinschrift, in der der Name des Kastells erwähnt wird. Ein Modell macht die Position des Lagers unter dem Areal der heutigen Stadt Tulln ersichtlich. Zahlreiche Funde (Gläser, Schmuck, Keramik, Inschriften, Reste von Grabbauten, ein großer Hortfund von Münzen) dokumentieren das Leben der Zivilbevölkerung im antiken Comagena.

## Abbildungen

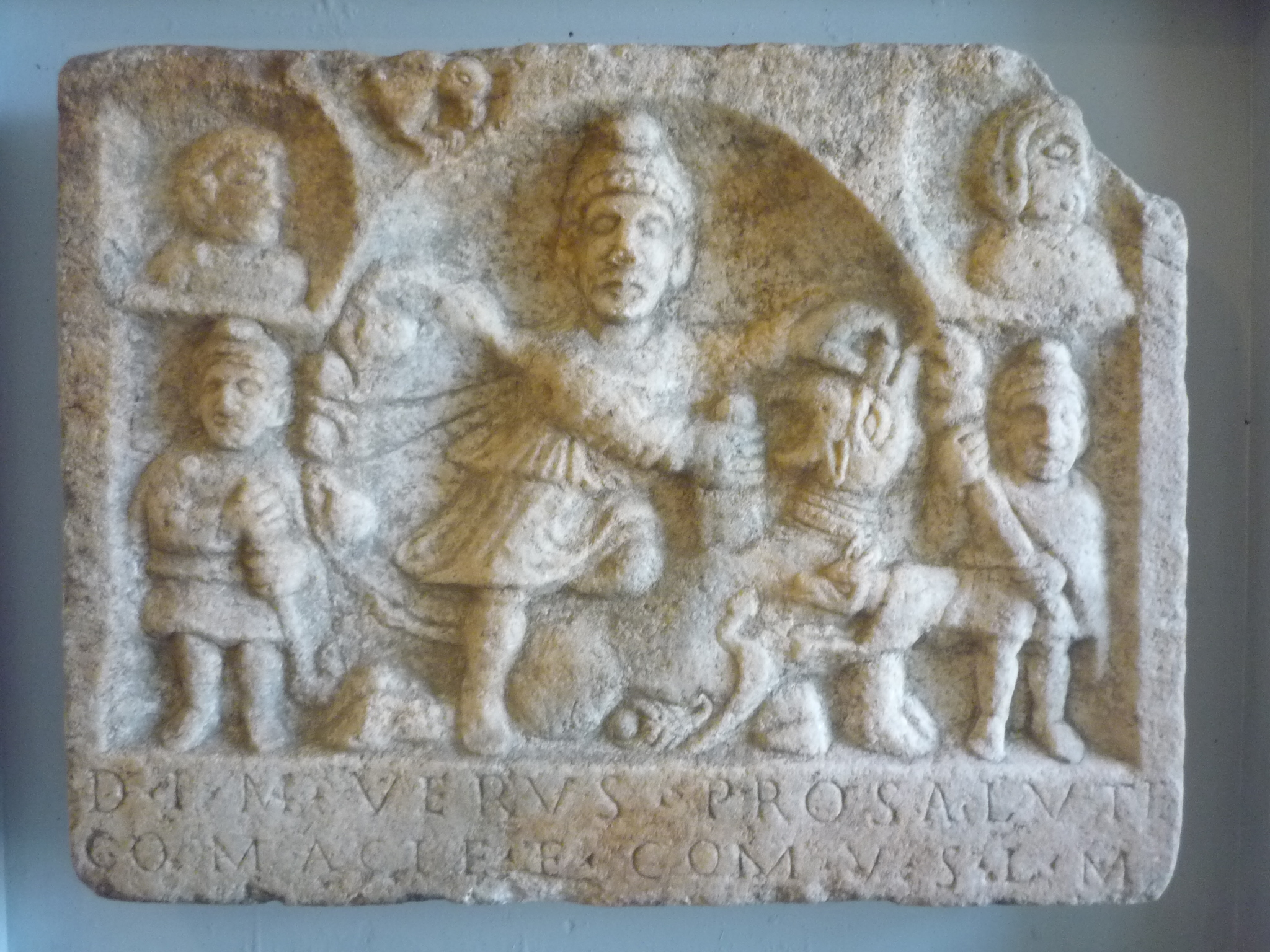
Mithrasrelief, gefunden in St. Andrä vor dem Hagental oder Königstetten
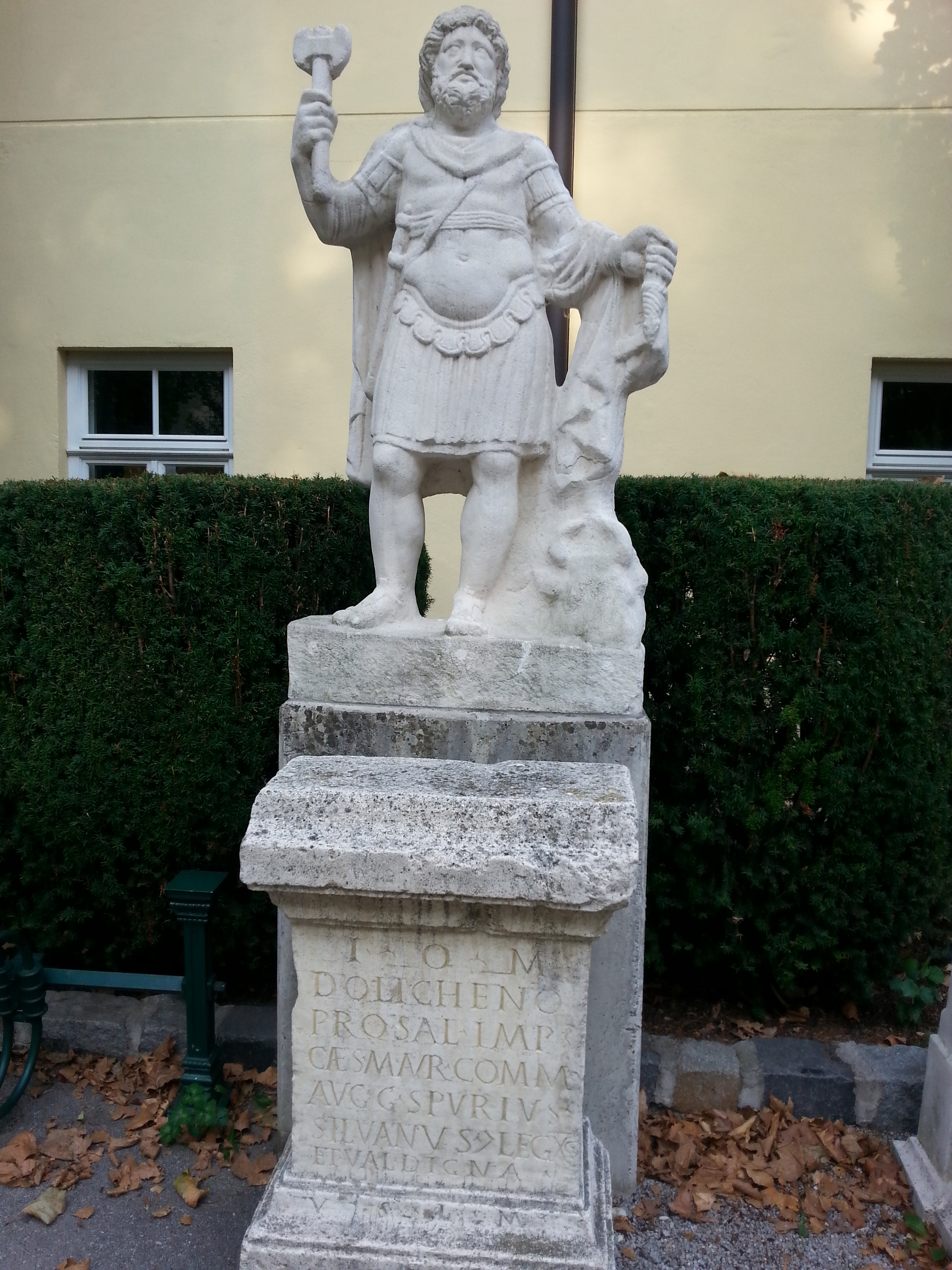
Replik einer Iupiter Dolichenus Statue im Hof des Museums
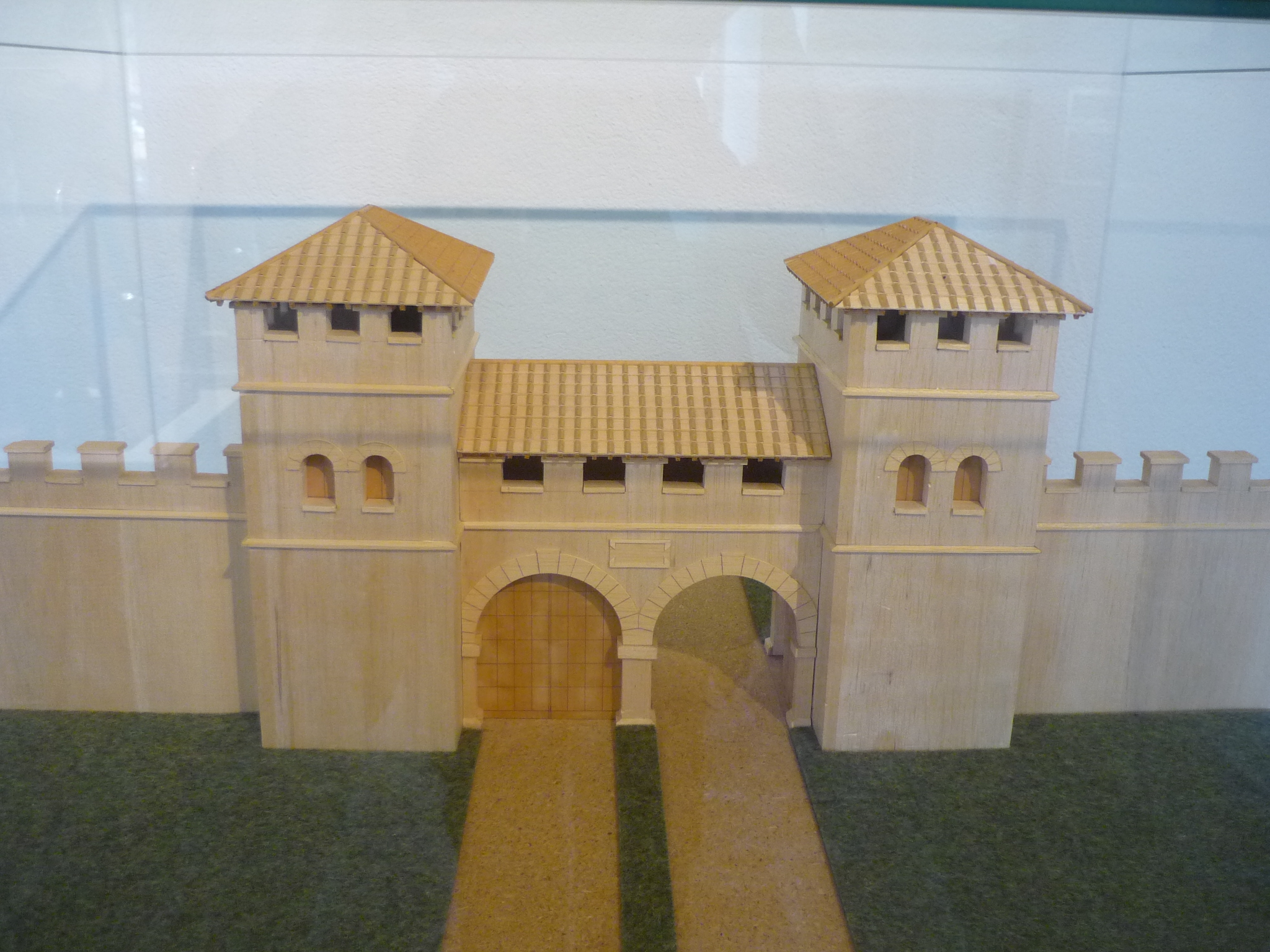
Rekonstruktionsmodell der Porta principalis dextra
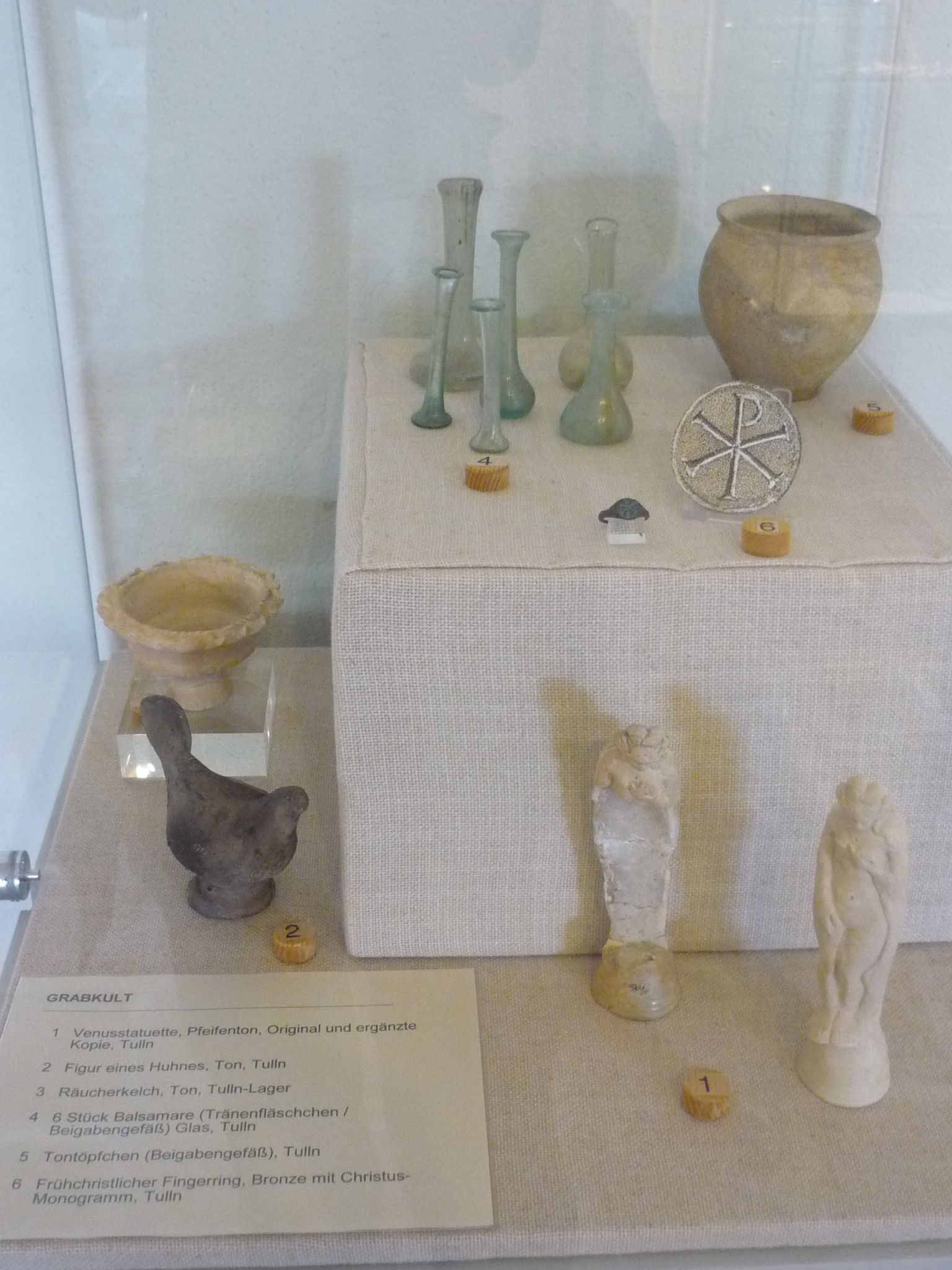
Grabbeigaben aus den Gräberfeldern von Comagena
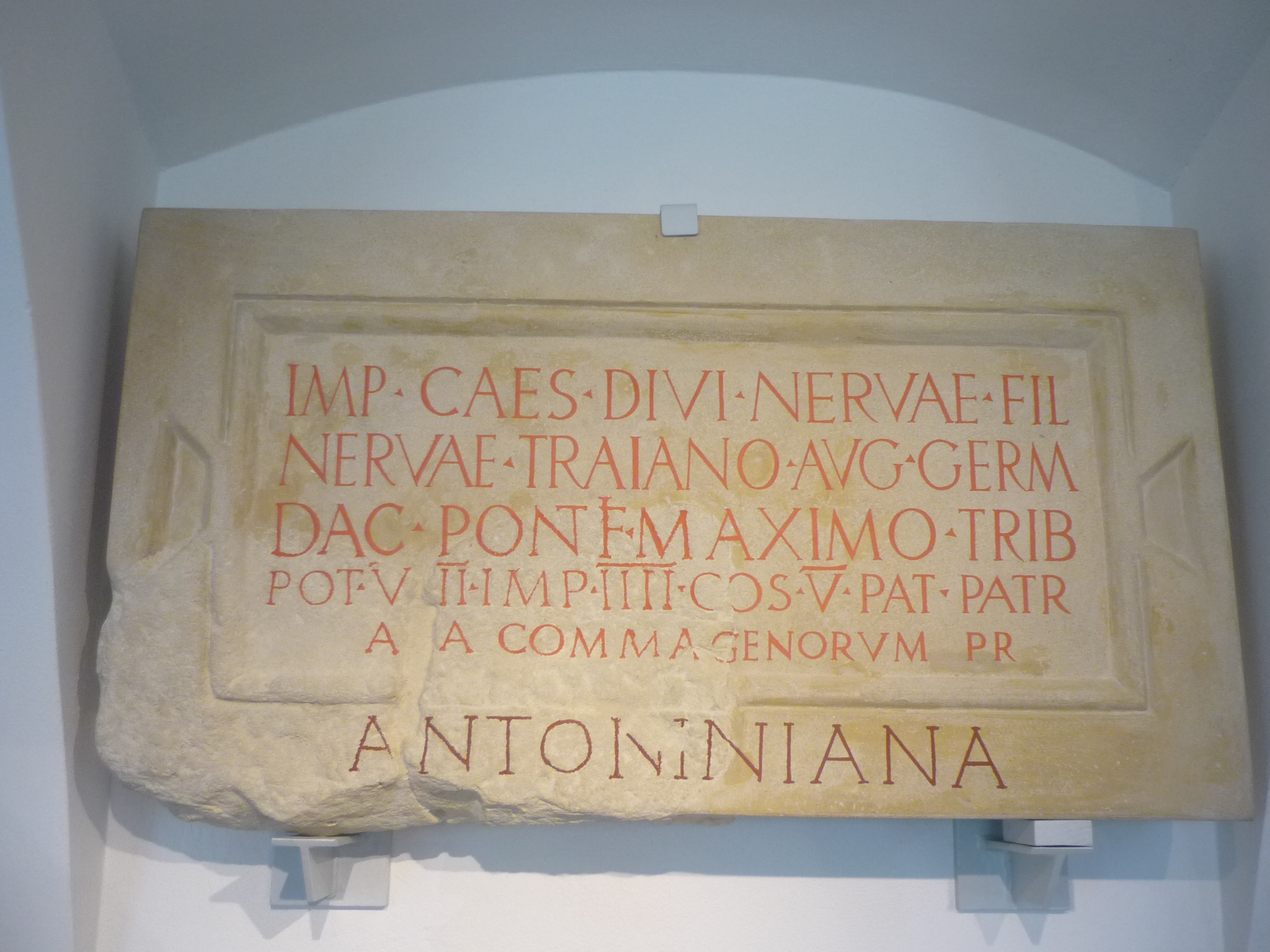
Rekonstruktion der Bauinschrift des römischen Reiterlagers Comagena
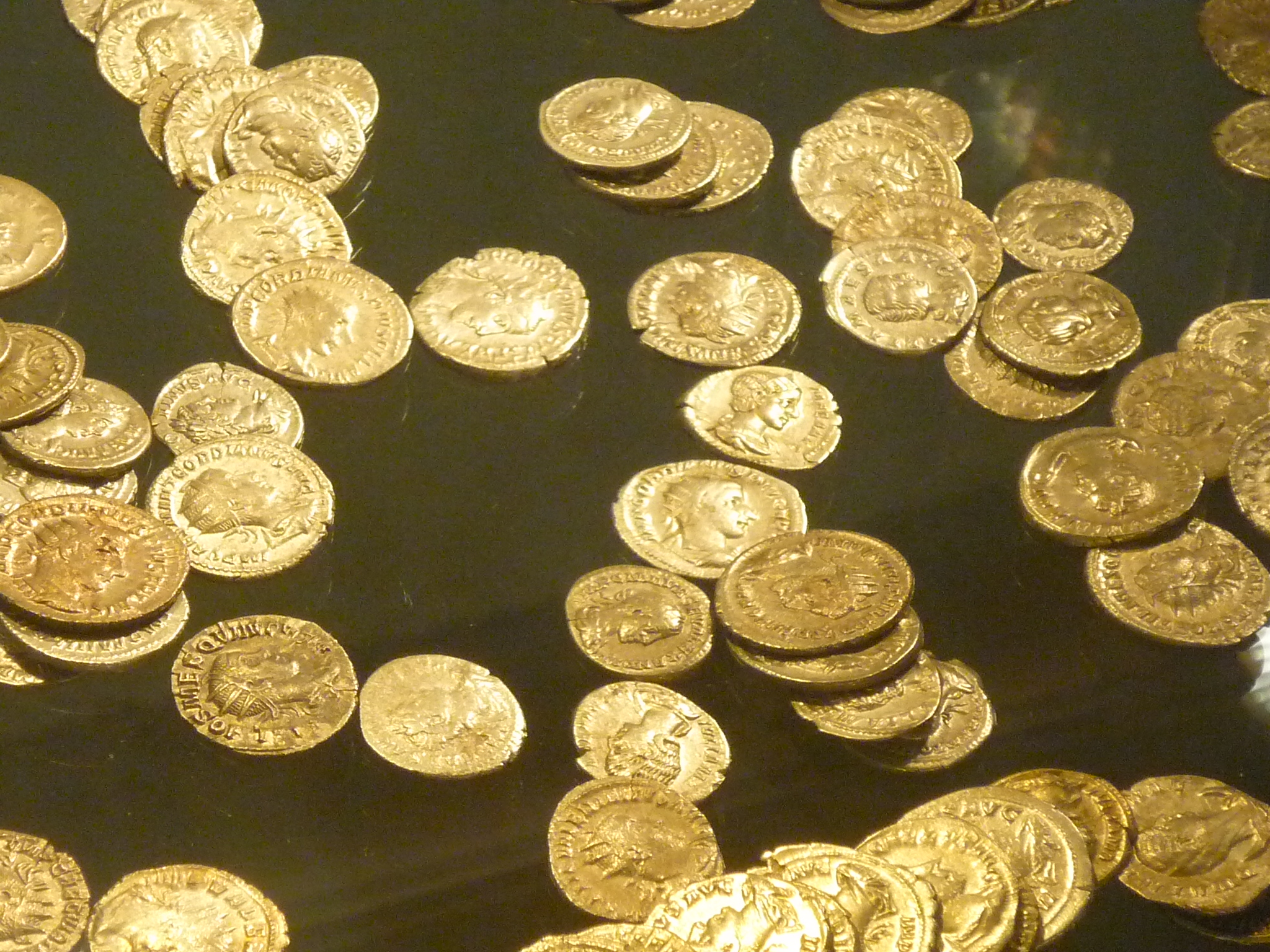
Münzen aus einem Hortfund
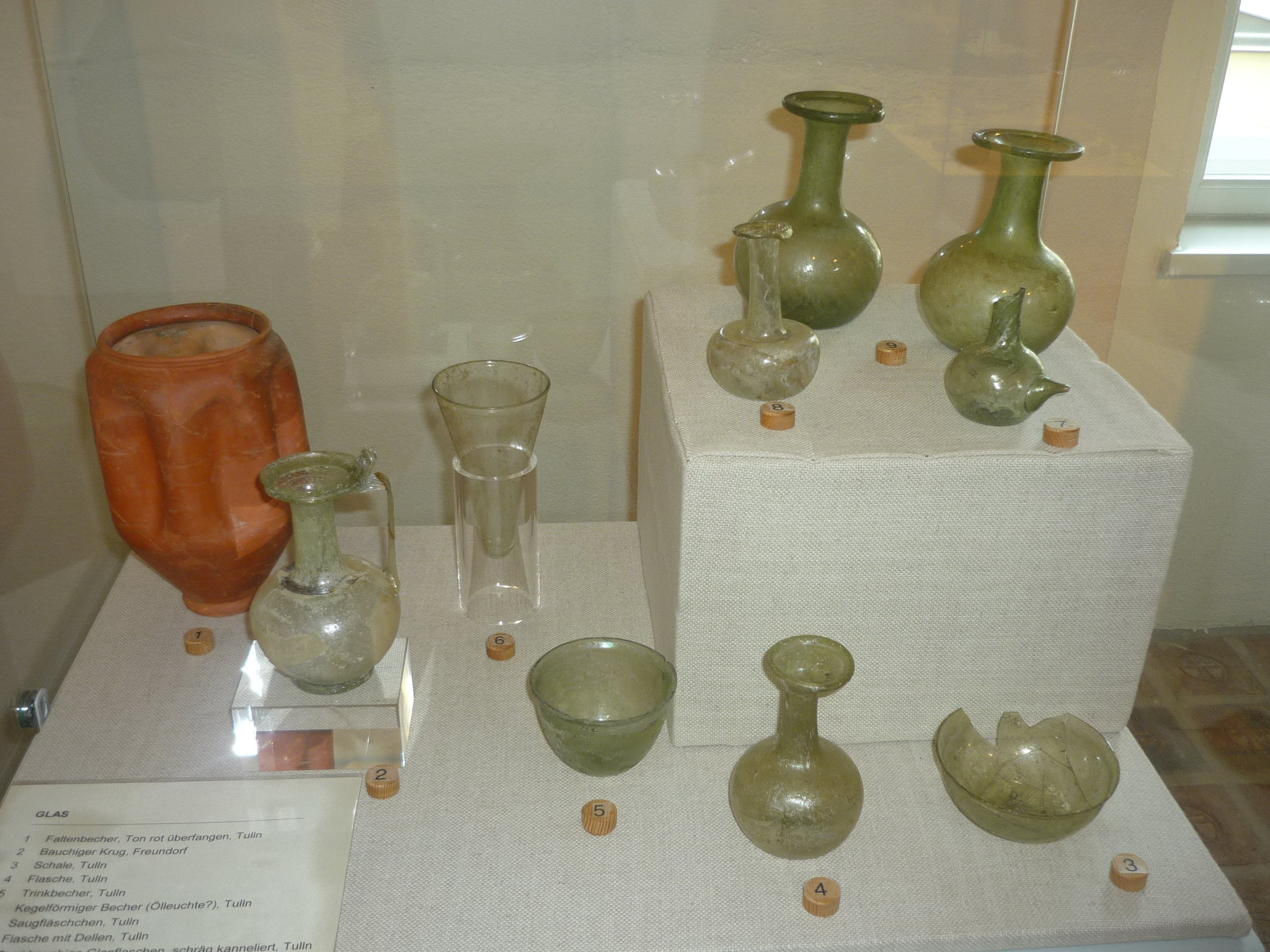
Glasfunde aus dem römischen Tulln
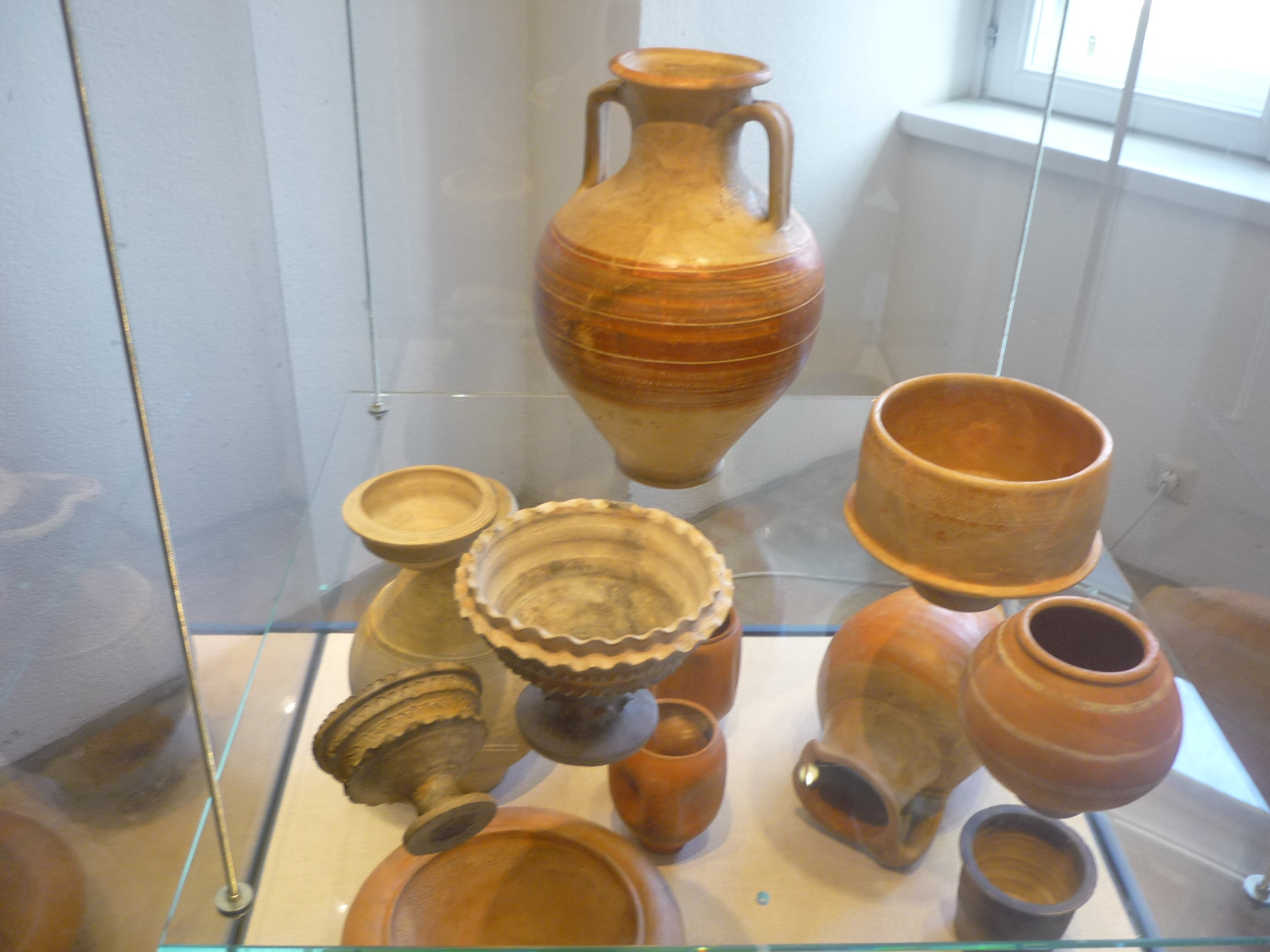
Vitrine mit Keramikfunden
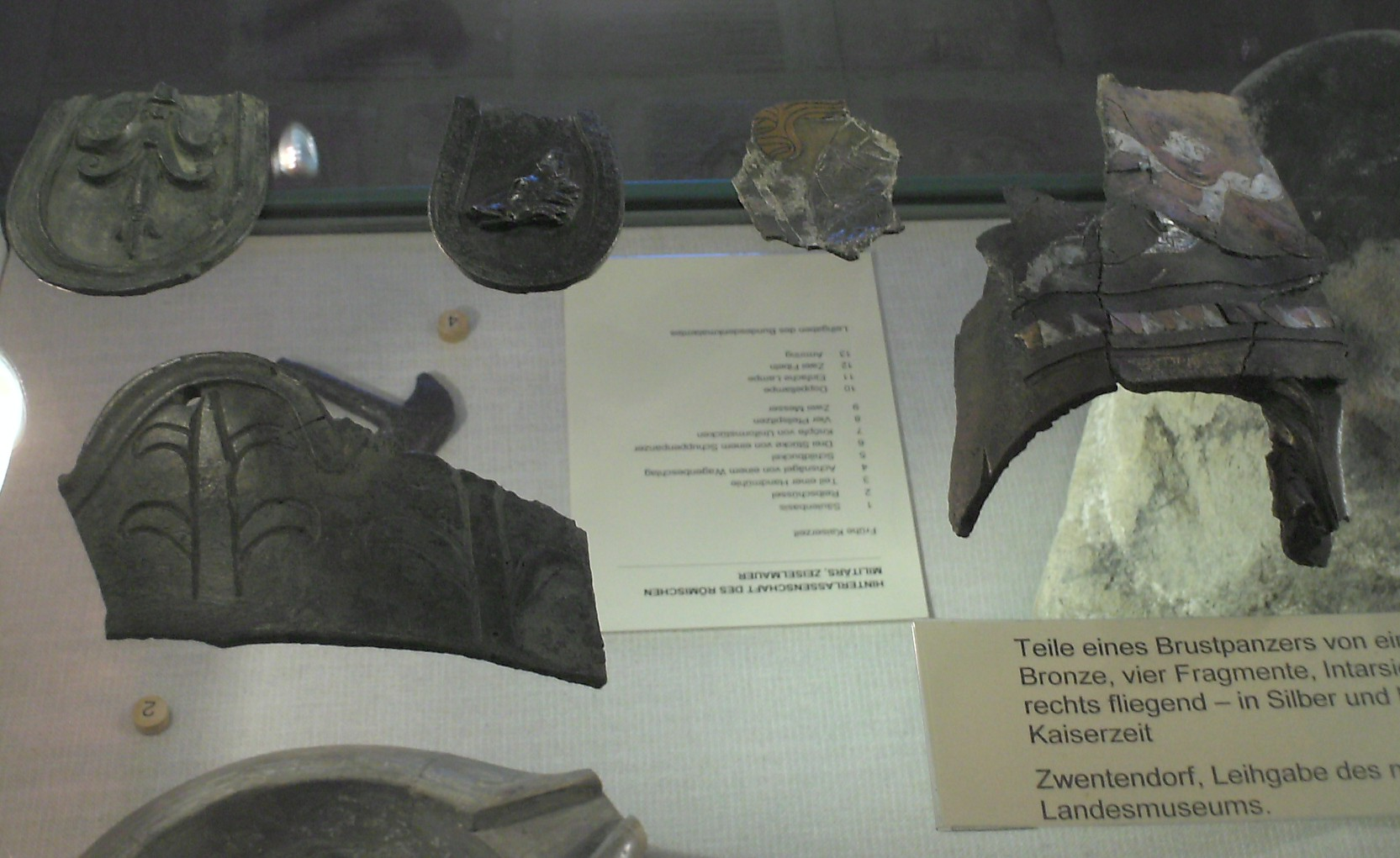
Fragmente einer Bronzestatue mit Silbereinlagen aus dem Kastell Zwentendorf
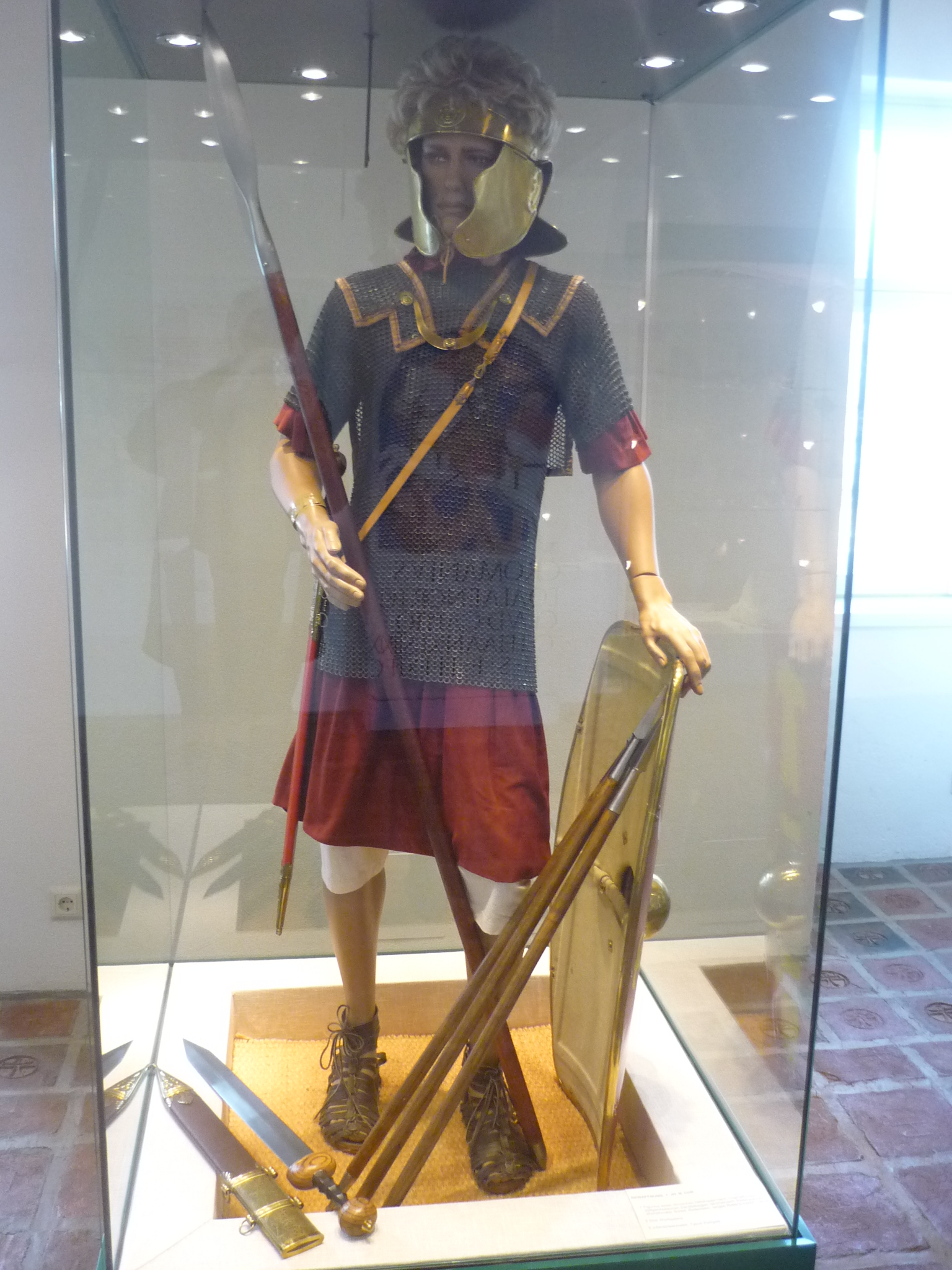
Figurine eines Soldaten der Hilfstruppenkavallerie

## Baudenkmäler und Ausgrabungen
Der eindrucksvollste sichtbare Überrest des Lagers ist der Salzturm, ein nahezu vollständig erhaltener valentinianischer U-Turm des späten 4. Jahrhunderts, er befindet sich nahe dem Donauufer, an der Ecke Nibelungengasse/Wassergasse.
In den Kellern von einigen Häusern an der Wienerstraße sind die Mauerreste der südlichen Lagerumwehrung (Wehrmauer und südwestlicher Eckturm) erhalten geblieben.
Die Grundmauern des südöstlichen Eckturmes wurden im Hof der Sporthauptschule in der Bonvicinistraße konserviert und mit einem Schutzbau umgeben. Der Turm ist nur mit Führung zugänglich.
Im ehemaligen Garten des Krankenhauses, an der Ostseite des Museumsgebäudes haben sich weiters die Reste der porta principales dextra (Osttor), zugänglich von der Zant-Allee, erhalten. Die Mauern wurden restauriert und konserviert und werden seit 2001 in einem größtenteils verglasten Schutzbau präsentiert. Das Panoramabild an der Rückwand vermittelt einen Blick in das Lagerinnere zur Zeit des 2. Jahrhunderts n. Chr.
Die Ausgrabungen unter dem Minoritenkloster sind im Tullner Stadtmuseum in der Ausstellung „Tulln unter der Erde-Stadtarchäologie in Tulln“ zu besichtigen.
Etwa zwei Kilometer außerhalb von Tulln, an der Straße nach Königstetten, steht (noch an seinem Originalstandort) ein römischer Meilenstein. Dieses als Nitzinger Meilenstein bekannte Denkmal stand einst an der Straße die Vindobona (Wien), Comagena und Aelium Cetium (St. Pölten) miteinander verband. Er wurde zur Zeit des Kaiser Macrinus (217/218) gesetzt und zeigte die Entfernung von Aelium Cetium (26 Meilen) an. Seine Inschrift ist heute allerdings nicht mehr lesbar. Eine Kopie dieses Steines, samt vollständiger Inschrift, steht im Kreisverkehr am Severinsplatz.

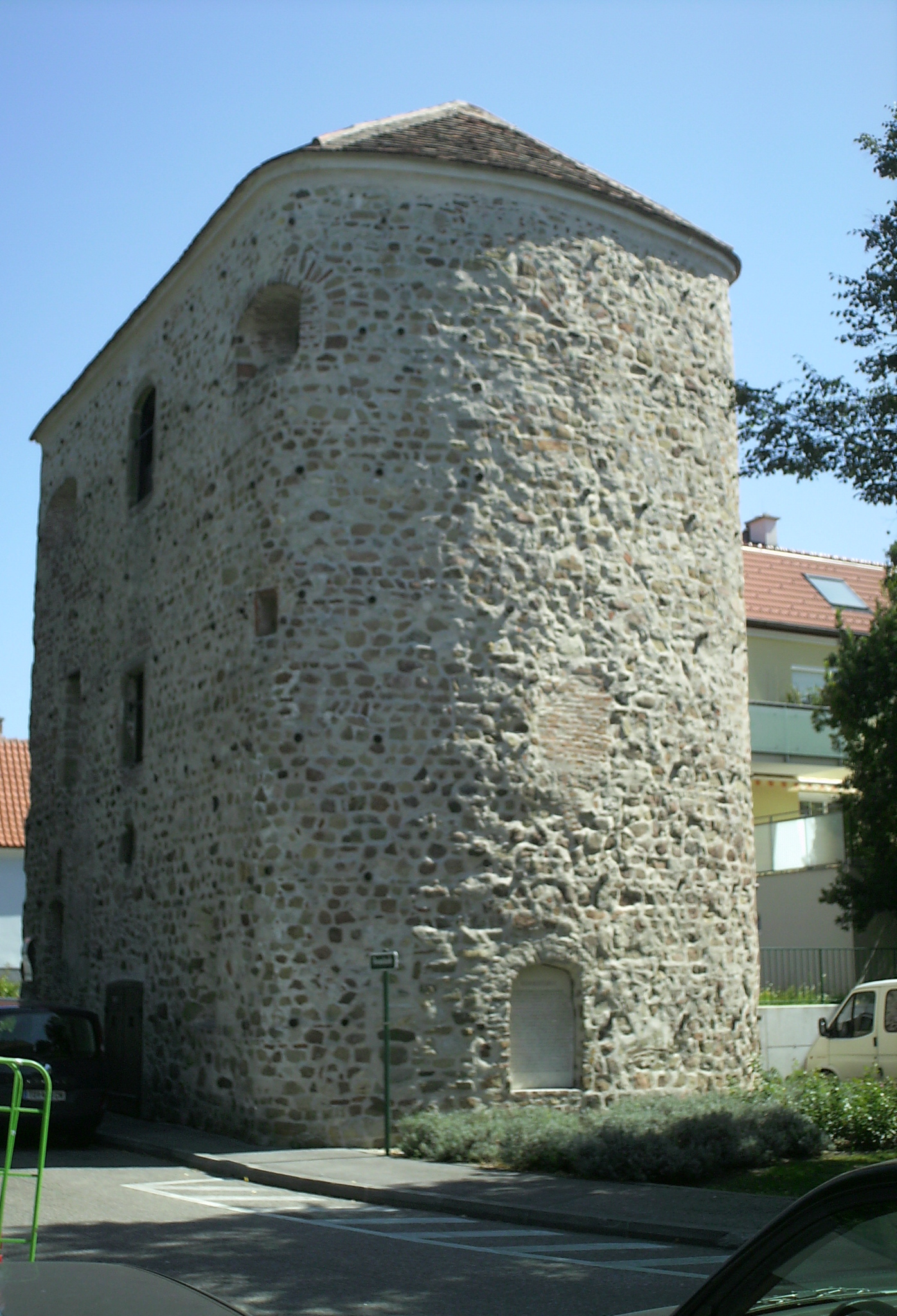
Der Salzturm, ein fast vollständig erhaltener Zwischenturm der westlichen Lagerumwehrung
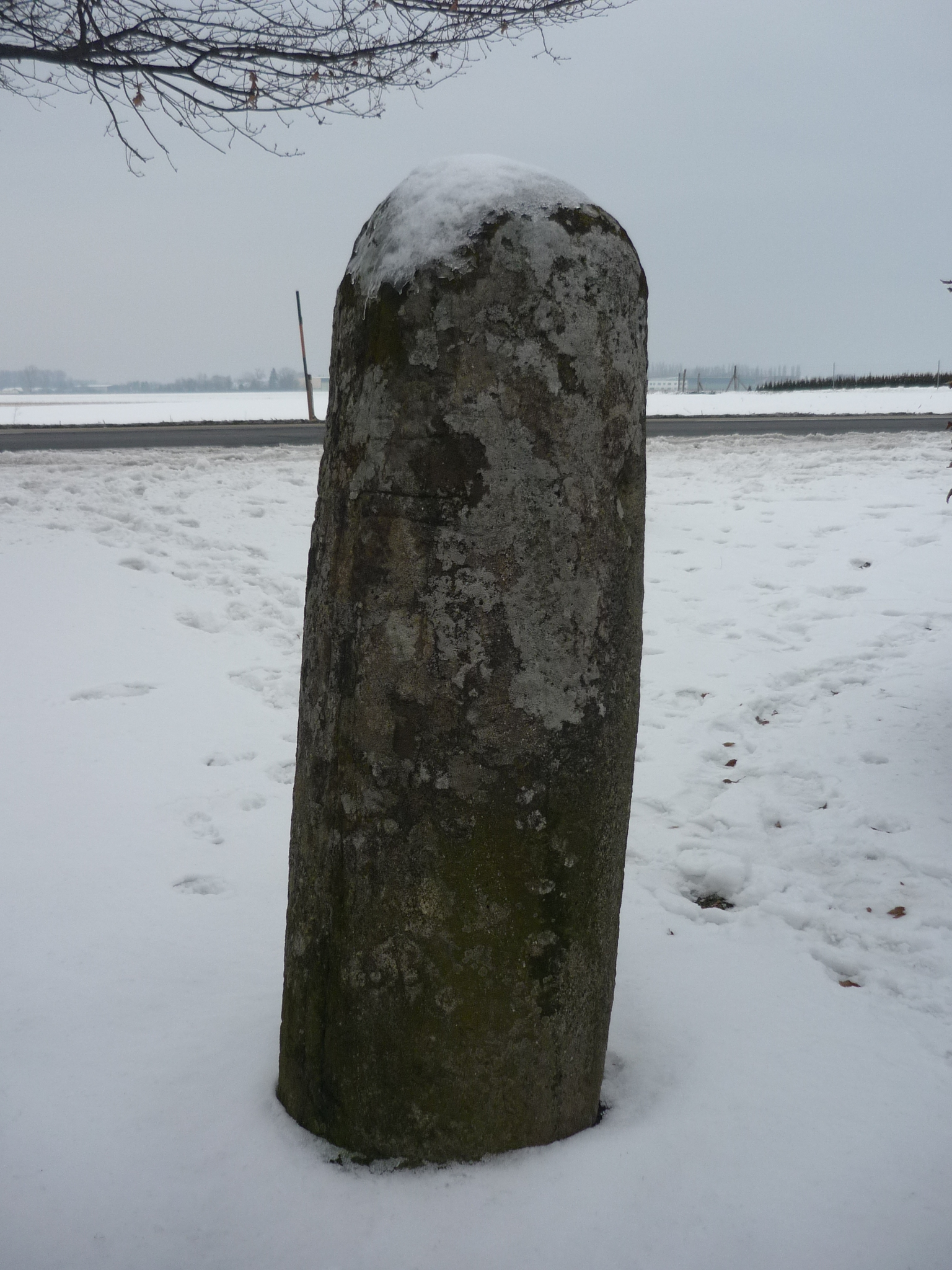
Nitzinger Meilenstein
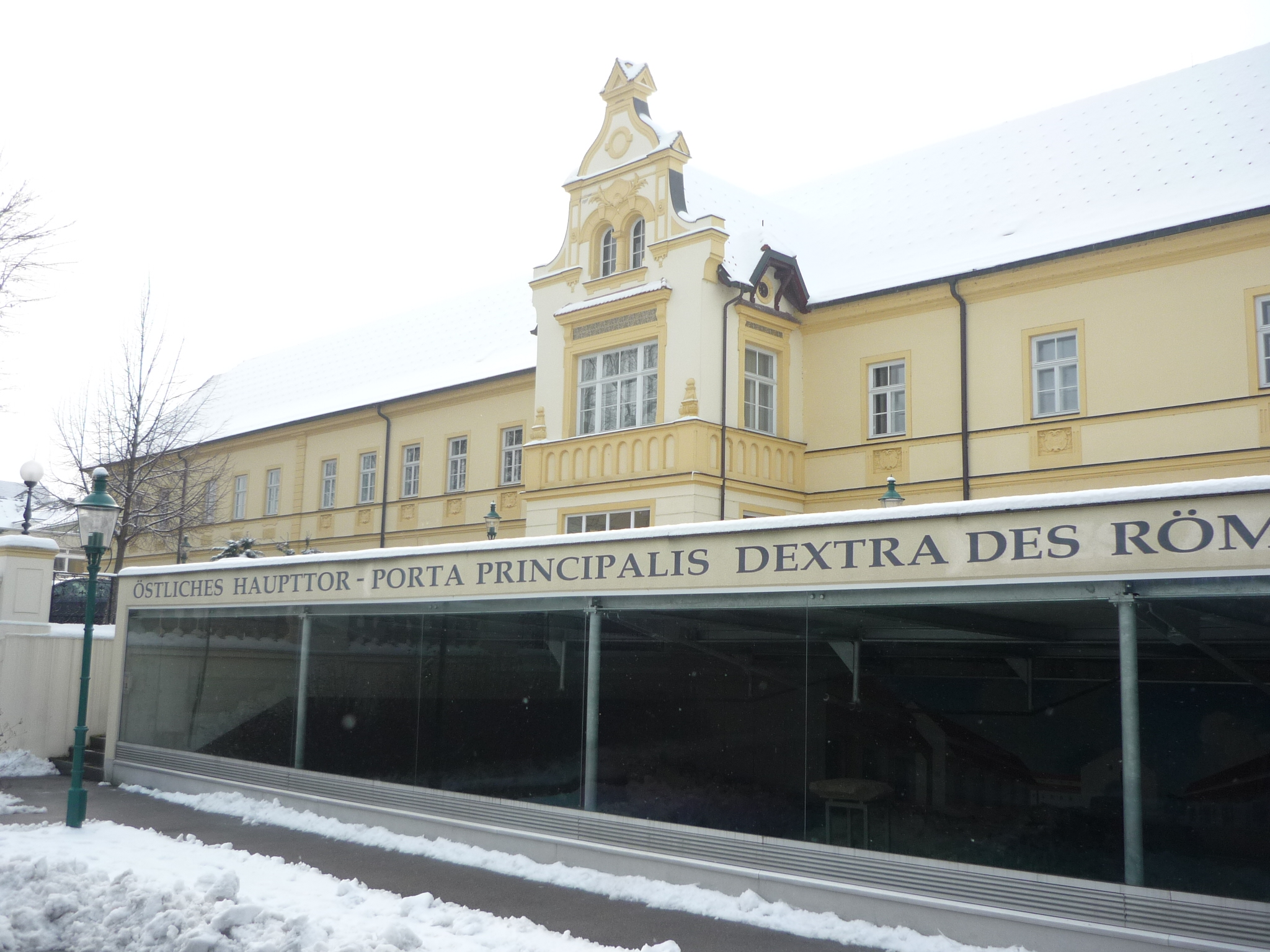
Der Schutzbau über der restaurierten Porta principalis dextra